# Національний університет Сан-Мартіна
Національний університет генерала Сан-Мартіна (ісп. Universidad Nacional de General San Martín, UNSAM) — аргентинський національний університет, розташований у місті Сан-Мартін, провінція Буенос-Айрес.